# Schizocarpum palmeri
Schizocarpum palmeri är en gurkväxtart som beskrevs av Célestin Alfred Cogniaux och J. N. Rose. Schizocarpum palmeri ingår i släktet Schizocarpum och familjen gurkväxter. Inga underarter finns listade i Catalogue of Life.